# 蕭良有
蕭良有（1550年—1602年），字以占，號漢沖，湖廣漢陽府漢陽縣人，民籍，明朝政治人物。

## 生平
嘉靖四十三年（1564年）甲子科湖廣鄉試第五十四名。萬曆八年（1580年）會試第一，殿試登一甲第二名進士。四月授官翰林院编修，丁忧归，十二年三月起復原官，七月充会典纂修官，大典成，十五年二月晋修撰，十六年主考浙江乡试，十七年九月充经筵讲官。十九年六月升右春坊右中允，管国子监司业事，八月充经筵讲官，二十年升司經局洗馬、兼翰林院修撰，充日讲官，二十一年九月升右春坊右谕德兼侍讲，二十二年六月升左庶子兼侍读，八月与刘应秋典顺天乡试，二十三年二月领国子監祭酒，四月因被論乞休，诏准回籍。二十七年二月以科道纠拾致仕。

## 著作
著有《蒙養故事》，後來楊臣諍加以增订，改名《龍文鞭影》。有《玉堂遺稿》。

## 家族
曾祖蕭樂寧；祖父蕭珊；父蕭逵，號文谷，曾任泰安州同知。母戴氏。具庆下。